# Shimti Tessera
Shimti Tessera is een tessera op de planeet Venus. Shimti Tessera werd in 1985 genoemd naar Shimti, de incarnatie van Ishtar als de godin van het lot in de Babylonische mythologie.
De tessera heeft een diameter van 1275 kilometer en bevindt zich in het zuidwesten van het gelijknamige quadrangle Shimti Tessera (V-11).